# Aeneolamia reducta
Aeneolamia reducta is een halfvleugelig insect uit de familie schuimcicaden (Cercopidae). De wetenschappelijke naam van deze soort is voor het eerst geldig gepubliceerd in 1924 door Lallemand.